# Fundación Real Madrid
La Fundación Real Madrid es una entidad humanitaria, social y formativa carente de ánimo de lucro que trabaja en favor del desarrollo cultural y social de los más desfavorecidos a través del deporte. Creada el 10 de septiembre de 1997 por el club deportivo Real Madrid Club de Fútbol, lleva a cabo numerosas intervenciones para fomentar dichos valores. Desde el año 2020, el cargo de adjunto al director general de la Fundación lo ostenta Iker Casillas. 
Los patronos vitalicios de la Junta de Fundadores son Carlos Escudero de Burón y González, Rafael de Lorenzo García, Jesús de Lucas Casas y Alfredo Di Stéfano (falleció en 2014).

## Fundación Real Madrid
La Fundación Real Madrid es la entidad que canaliza la acción social del Real Madrid C. F. en el marco de su responsabilidad social corporativa. Es una Entidad sin ánimo de lucro que desarrolla proyectos sociodeportivos en el ámbito de la educación, la integración de colectivos en riesgo de exclusión y la cooperación al desarrollo. El objeto fundacional es fomentar los valores positivos y educativos del deporte de equipo, fútbol y baloncesto fundamentalmente, entre menores y jóvenes (de ambos sexos), así como entre colectivos en riesgo de exclusión o desventaja social, para contribuir al desarrollo integral de su personalidad. 
La Fundación Real Madrid cuenta con una metodología educativa de entrenamiento que combina valores y deporte. Los valores positivos que más se trabajan son: respeto, motivación para el esfuerzo y la superación, autonomía y autoestima responsable, compañerismo-trabajo en equipo, creación de hábitos de vida saludable e igualdad.
Asimismo, desarrolla sus programas de actividades en torno a cinco grandes áreas, como son fomento del deporte, formación deportiva para el desarrollo de valores, proyectos sociales, cooperación internacional y actividades institucionales, además del centro de documentación.
La Fundación Real Madrid desarrolla más de 900 proyectos sociodeportivos y actividades educativas a través del deporte en más de 90 países atendiendo a más de 75.000 personas, la mayoría menores en desventaja social, en colaboración con ONG, entidades educativas y organismos sociales. Además, en España atiende a más de 10.000 alumnos y beneficiarios, entre ellos reclusos en centros penitenciarios, menores hospitalizados, personas de la tercera edad, desempleados y personas sin hogar. Además, la Fundación Real Madrid desarrolla campus de verano y clínics de perfeccionamiento, dos líneas de actividad que completan la oferta educativa de la entidad para poder llegar a todos sin excepción, con programas tanto en España como en el extranjero y suponen, además, una importante línea generadora de recursos para el sostenimiento y desarrollo de proyectos de la Fundación para la integración de menores en desventaja social en todo el mundo.
Desde el año 2012, la Fundación gestiona la Oficina del Voluntario Madridista, con más de 350 voluntarios que ayudan de manera altruista a la obra social.
La Fundación Real Madrid gestiona entre otras actividades, el Centro de Documentación del Club, así como el Corazón Classic Match, un encuentro anual entre equipos mundiales de veteranos, y que ha contado con la presencia de los veteranos del A. C. Milan, F. C. Bayern, Manchester United F. C. Juventus F. C., Liverpool F. C., A. F. C. Ajax, A. S. Roma o Arsenal F. C. entre otros, cuyos beneficios se destinan a los proyectos de la Fundación dirigidos a las personas más necesitadas.
Desde su creación, ha recibido numerosos reconocimientos y premios por su labor social, cultural y humanitaria, así como numerosas nominaciones en favor del desarrollo.
La Fundación ofrece una Revista de carácter cuatrimestral donde se reflejan las distintas actividades y proyectos que realiza, además de perfiles en Redes sociales como Facebook, Twitter, Instagram o Youtube, y una Memoria Anual.
MISIÓN
Expresar mediante su acción social, el compromiso solidario del Real Madrid; preservar y conservar el patrimonio histórico del club; fomentar los valores educativos del deporte como su principal activo, para favorecer la educación integral de la infancia, así como la inclusión social de los más vulnerables. 
VISIÓN
Ser un referente universal en el uso del deporte como herramienta educativa y de integración social.

## Premios y reconocimientos
- 2004 Premio "Medalla de plata al mérito penitenciario", por la prestación de servicios de especial relevancia relacionados con la actividad penitenciaria de forma continuada que denotan superior iniciativa y dedicación.

- 2005 Premio “Cristóbal Colón” concedido por el colegio español Miguel de Cervantes de Montevideo y placa de reconocimiento del Club deportivo Bella Vista de Uruguay, otorgados por su aporte solidario a la comunidad iberoamericana.

- 2005 Premio "Bastón de plata" de la ONCE. Galardón que reconoce a la institución más relevante en el ámbito de la discapacidad durante el año en curso.

- 2005 Diploma "Fundación Pequeño Deseo", por ayudar a hacer realidad los deseos de niños y niñas con enfermedades crónicas o de mal pronóstico.

- 2005 Placa República de El Salvador, por la campaña “Devuélveles la sonrisa” en la que recaudaron fondos para adquirir juguetes, material escolar, equipaciones deportivas y artículos para los niños salvadoreños.

- 2005 Placa "Personas con Discapacidad" Fundación ONCE, por la promoción de la integración de niños y niñas con discapacidad a través de la práctica deportiva.

- 2005 "Máster de Oro" del Foro de Alta Dirección, en reconocimiento por contribuir a una mejor vertebración de la sociedad.

- 2005 Trofeo Asturias Madrid, premio otorgado por el Centro Asturiano en Madrid a la Fundación Real Madrid por su labor en las escuelas deportivas.

- 2007 Placa del COE en reconocimiento "Por su extraordinaria labor social".

- 2008 Premio para la Fundación en la VI Edición de los Galardones de la Juventud de la Comunidad de Madrid, que reconoce así su trayectoria y sus acciones en materia de juventud.

- 2008 Premio del periódico "El Distrito" (V edición), por su labor educativa y de integración que desarrolla en todo el mundo.

- 2009 Ganador del IV Edición del Premio Internacional a la Solidaridad en el deporte, por las "Escuelas unidas para la Paz de fútbol (Israel y Territorios Palestinos)".

- 2009 Finalista del IV Premio Internacional a la Solidaridad Internacional en el deporte, por la "Escuela de integración de Sierra Leona para la reintegración psicoafectiva de niños soldados".

- 2009 Mención de Honor de otorgada por la Universidad Politécnica de Madrid, por su especial colaboración en la excelencia de la Facultad de Ciencias de la Actividad Física y del Deporte.

- 2010 Premios Prodis X Aniversario Deporte, por su compromiso de integración de las personas con discapacidad, con el compromiso de integrar a éstas a través de distintas actuaciones.

- 2010 Placa de agradecimiento Fundación Barclays "Spaces for Sport", por la creación de una escuela de integración social en Aranjuez que facilita la práctica deportiva de los jóvenes mientras aprenden los valores del trabajo en equipo.

- 2010 Placa y Mención especial en la Gala del Deporte del Ayuntamiento de Fuenlabrada, por su apoyo al deporte de integración en la Universidad Rey Juan Carlos.

- 2011 Premio de la Fundación Deporte y Desarrollo, como finalista del “II Premio Rompiendo Barreras con el Deporte” por la escuela deiIntegración de baloncesto en Majadahonda.

- 2011 Premio “Responsabilidad Social Corporativa” por la Fundación Football is More, como reconocimiento a la labor social del club y la Fundación Realmadrid.

- 2011 Certificación del Sistema de Gestión de Calidad AENOR ISO 9001 .
- 12‐02‐2011: Diploma Orden del Mérito Deportivo "Froilán Lobo Sosa" Santa Bárbara de Barinas, 2011.
- 04‐05‐2011: IV Edición Premios I.M.D. Premio especial Fundación Real Madrid Área Social, 2011. Trabajo en Centro Penitenciarios.
- 10‐05‐2012: Premio "Comprometidos de corazón" Otorgado por la Asociación Española de Trasplantados y organizado en la Universidad Católica de San Antón (Murcia, España).
- 25‐5‐2011: Trofeo de Save the Life a la Fundación Real Madrid en reconocimiento de todos los esfuerzos para mejorar la ida de los niños en África y la situación de las mujeres en dificultad.
- 10‐07‐2012: Premio Fundación Barclays a la Fundación Real Madrid en su VI Edición.
- 21‐7‐2011: 2011 Certificación del Sistema de Gestión de Calidad AENOR ISO 9001.
- 27‐10‐2012: Premio internacional Puentes del Mundo al compromiso social deportivo de 2012.
- 27‐10‐2012 Premio Solidario de la Asociación de enfermedades raras.
- 01‐11‐2012 La Fundación Real Madrid nominada al Premio Peace & Sport Sochi en el VI Foro Internacional Paz y Deporte.
- 2012: Premio otorgado por la Asociación Aer‐Acmeim a la Fundación Real Madrid.
- 8‐11‐2013 Premio Educación y Libertad 2013 a la Fundación Real Madrid en la VI Edición de los Premios Educación y Libertad de Fundel. Acade.
- 17‐03‐2014 Premio al Mérito Deportivo entregado por la Comunidad de Castilla-La Mancha.
- 25‐04‐2013: Premio a la escuela Sociodeportiva Martin Luther King de Perú en la 15.ª Conferencia Mundial “Deporte para Todos” organizada por el Comité Olímpico Internacional.
- 12‐06‐2013 Premio “Escuela Voluntaria” a la escuela sociodeportiva SpotBosco de Manique (Portugal). La Cámara Municipal de Cascais (Portugal).
- 20‐10‐2013: Premio Colombia-España a la Fundación Real Madrid por su contribución al fortalecimiento de las relaciones de amistad y cooperación entre ambos países. Entrega el premio el embajador de Colombia en Madrid, Orlando Sardi de Lima.
- 05‐02‐2014: “Premio Estadio Centenario” al Sr Don Enrique Sánchez González por su gestión en el Real Madrid C. de F. Montevideo
- 08‐09‐2014: Premio ECA 2014. Best Community&Social Responsibility programme 2014 al mejor proyecto social por la iniciativa de la Fundación Real Madrid en El Gallinero.
- 23‐01‐2015: Cruz Roja Mar Menor Norte concede a la Fundación la Distinción al Mérito Deportivo 2015.
- 27‐04‐2015: Medalla al Mérito en la iniciativa social de Castilla-La Mancha 2014.
- 28‐01‐2015 La Fundación del Fútbol Profesional premia el proyecto Escuela Sociodeportiva en Lamu, Kenia.
- 2015 Premios ECOFIN 2015. Titanes de las finanzas. Fundación Real Madrid.
- 23‐09‐2016: Medalla de Oro, insignia y diploma al Mérito Social Penitenciario.
- 3‐11‐2016 Premio Magisterio Protagonistas de la Educación 2016.
- 2016 Premio del Ministerio de Juventud y Deportes de la República de Indonesia.
- 27‐07‐2017 Compromiso Excelencia Europea. AENOR por concesión del Club Excelencia en Gestión otorga el Sello de Compromiso hacia la Excelencia Europea por su Sistema de Gestión.
- 20‐11‐2017 Premio otorgado a la Fundación Real Madrid en reconocimiento a la infancia. XX Edición premios de la Comunidad de Madrid.
- 14‐04‐2018 Premio Corazón de Olavidia.
- 07-06-2018 Premio Ejecutivos 2018 por sus 20 años de acción social.
- 06-2018 Premio a la sostenibilidad de YPO Latam por los 20 años de acción social de la Fundación Real Madrid.
- 06-2018 Medalla al Mérito Humanitario de la Academia de Ciencias de la Salud Ramón y Cajal.
- 25-10-2018 Premio Solidaridad de la Academia de la Diplomacia del Reino de España.
- 23-01-2019 Premio Excelencias Turísticas 2018 en Fitur.
- 08-03-2019 Reconocimiento de la Hermandad de San Juan de Dios.
- 18-03-2019 Premio Solidaridad en el Deporte en la I Gala del Deporte organizada por la Fundación Ramón Grosso.
- 03-2019: Sello de excelencia +300 del Club Excelencia en Gestión.
- 12-04-2019 Reconocimiento como socia de honor en los X Premios Atades (Asociación Aragonesa de Discapacidad Intelectual).
- 10-10-2019 Reconocimiento Formación en deporte inclusivo. Entidad Deportiva: Fundación Real Madrid. Reconocimientos Fundación Sanitas 2019.
- 12-11-2021 Reconocimiento de la Fundación ConecTEA en la I Gala Benéfica #JuntosenelAutismo
- 20-11-2019 Premio a la Mejor Institución Deportiva de 2019 en la Gala New York Summit.
- 19-11-2021 Top Developer Awards 2021 para la plataforma de contenidos Sport Values Academy TV.
- 29-11-2021 Premio Coco 2021 de la Fundación Agua de Coco.
- 15-12-2021 Entidad Fomento del Recilaje en los VI Premios Recyclia Medio Ambiente.
- 08-04-2022 VIII Premio Salud Mental. Centro Hospitalario Padre Menni.
- 24-04-2022 Premio Laureus 2022 en la categoría Sport for Good Society.
- 22-09-2022 Premio Repercusión Internacional 2022 del Club Internacional de Prensa.
- 04-10-2022 Premio de la Asociación Iberoamericana de la Comunicación de Asicom, en colaboración con la Universidad de Oviedo e Interprotección.